# A Baby's Shoe
A Baby's Shoe è un cortometraggio muto del 1909 diretto da David W. Griffith. Prodotto e distribuito dall'American Mutoscope & Biograph, il film - girato al Central Park a Manhattan - uscì nelle sale il 13 maggio 1909.
Il film è conosciuto anche con il titolo The Baby's Shoe o A Baby's Shoes.

## Trama
Una donna si trova nella più completa miseria insieme ai suoi due bambini. Decide così di affidare la piccola appena nata a un destino che spera più fortunato, lasciandola in un cesto davanti alla porta di un ricco banchiere. Per ricordo, la madre prende con sé una delle scarpine della bambina e torna nella sua povera casa insieme al figlioletto. Il dolore, però, la stronca e i soccorsi sono inutili. Il sacerdote chiamato da un vicino prende con sé il bambino, portando via anche la scarpetta.
Passano gli anni. La bambina, che è stata accolta in casa del banchiere e allevata come una figlia, ignora di essere stata adottata. Suo fratello, intanto, ha studiato con il buon parroco e, in seminario, ha deciso di diventare sacerdote. Un giorno, però, il giovane salva da un cavallo imbizzarrito la sorella. I due ragazzi, ignorando la loro parentela, sono attratti uno dall'altro e sognano di sposarsi. Il parroco, pur se deluso dalla decisione del figlioccio di non entrare negli ordini, acconsente alle nozze. La madre della ragazza, però, trova giusto rivelare ciò che sa alla giovane e le mostra la scarpina che indossava quando l'ha trovata sulla porta di casa. Il parroco, al vederla, riconosce la scarpa che è identica a quella che possiede lui: le due scarpette, così, riformano la coppia originale. I due ragazzi, ovviamente, non possono più sposarsi: lui decide di ritornare ai suoi studi teologici, lei di entrare in convento, diventando suora.

## Produzione
Il film fu girato il 5/6 aprile e poi il 12 aprile negli studi di New York della American Mutoscope & Biograph che produsse il film. Alcune scene furono girate a Manhattan, al Central Park.

## Distribuzione
Distribuito dalla American Mutoscope & Biograph, il film - un cortometraggio in una bobina - uscì nelle sale statunitensi il 13 maggio 1909. Una copia della pellicola viene conservata negli archivi della Library of Congress.